# Cerodontha setifrons
Cerodontha setifrons är en tvåvingeart som beskrevs av Friedrich Georg Hendel 1931. Cerodontha setifrons ingår i släktet Cerodontha och familjen minerarflugor. Inga underarter finns listade i Catalogue of Life.